# Oxiderende syre
En oxiderende syre er en syre som har en negativ ion med oxiderende egenskaber, det vil sige at den let optager elektroner, således at den selv reduceres.
Dette er syrer, som indeholder strukturer med stærkere oxiderende egenskaber end hydrogenionen. Disse inkluderer salpetersyre, perklorsyre, klorsyre, kromsyre og koncentreret svovlsyre.
| Kemi | Spire Denne artikel om kemi er en spire som bør udbygges. Du er velkommen til at hjælpe Wikipedia ved at udvide den. |